# Nina Sawina
Nina Sawina (belarussisch Ніна Савіна; * 21. Juli 1993 in Babrujsk) ist eine belarussische Langstreckenläuferin.

## Sportliche Laufbahn
Erste internationale Erfahrungen sammelte Nina Sawina im Jahr 2010, als sie bei den erstmals ausgetragenen Olympischen Jugendspielen in Singapur in 9:50,03 min den sechsten Platz im 3000-Meter-Lauf belegte. Bei den Crosslauf-Weltmeisterschaften 2011 in Punta Umbría erreichte sie nach 22:16 min Rang 72 in der U20-Wertung und 2015 belegte sie bei den U23-Europameisterschaften in Tallinn in 15:54,97 min den siebten Platz im 5000-Meter-Lauf und erreichte über 10.000 Meter in 33:37,99 min Rang fünf. 2016 nahm sie im Halbmarathon an den Europameisterschaften in Amsterdam teil und lief dort nach 1:13:23 h auf Rang 25 ein. 2017 wurde sie in 1:14:14 h Zweite beim Minsk-Halbmarathon und bei den Halbmarathon-Weltmeisterschaften 2018 in Valencia landete sie nach 1:12:31 h auf Platz 42. Beim Krakau-Marathon wurde sie in 2:37:09 h Zweite und nahm anschließend an den Europameisterschaften in Berlin teil, bei denen sie nach 2:33:50 h auf Rang zwölf landete. Anschließend wurde sie beim Kobe-Marathon in 2:33:36 h Dritte. 2019 siegte sie in 1:11:24 h beim Minsk-Halbmarathon und wurde beim Warschau-Marathon in 2:20:06 h Dritte. Beim Marathon der Olympischen Sommerspiele, der abweichend in Sapporo stattfand, kam sie als 50. ins Ziel.
In den Jahren von 2014 bis 2016 wurde Sawina belarussische Meisterin über 5000 m und 2015, 2017, 2019 und 2020 im 10.000-Meter-Lauf. Zudem wurde sie 2017 und 2021 Hallenmeisterin über 3000 Meter.

## Persönliche Bestleistungen
- 3000 Meter: 9:13,90 min, 1. Juni 2017 in Brest
  - 3000 Meter: 9:09,41 min, 18. Februar 2017 in Mahiljou
- 5000 Meter: 15:49,44 min, 1. Juni 2021 in Brest
- 10.000 Meter: 32:52,66 min, 6. Juli 2019 in London
- Halbmarathon: 1:11:24 h, 15. September 2019 in Tallinn
- Marathon: 2:28:44 h, 8. Dezember 2019 in Saitama